# Église Saint-Sébastien de Lagos
Pour les articles homonymes, voir église Saint-Sébastien.
L’église Saint-Sébastien de Lagos est une église située à Lagos, dans la région de l’Algarve, au Portugal. Elle est dédiée à saint Sébastien et se rattache au diocèse de Faro de l’Église catholique.